# Walpurgisnachtstraum
Der Walpurgisnachtstraum (vollständig: „Walpurgisnachtstraum oder Oberons und Titanias goldne Hochzeit“) ist die viertletzte Szene aus Johann Wolfgang von Goethes Faust I zwischen den Szenen Walpurgisnacht und Trüber Tag.
Der Name besteht aus Anspielungen auf William Shakespeares Stück „Ein Sommernachtstraum“ und Paul Wranitzkys Oper „Oberon, König der Elfen“.

## Inhalt
Der Walpurgisnachtstraum ist ein auf dem Blocksberg aufgeführtes Theaterstück um die goldene Hochzeit des Elfenkönigspaares Oberon und Titania. Es enthält zahlreiche Anspielungen auf zeitgenössische Personen oder Personengruppen und romantisch konfus kombinierte Wechselspiele zwischen an einem Theaterstück beteiligten Personen (Schauspieler und Zuschauer, Orchester und Kapellmeister).

## Entstehung
Goethe schrieb den Walpurgisnachtstraum 1797 im Nachklang der Xenien, mit denen er gemeinsam mit Friedrich Schiller den Literaturbetrieb kritisierte, ursprünglich für Schillers Musen-Almanach für das Jahr 1798, in welchem auch die Xenien erscheinen sollten. Dieser jedoch erwog eine Veröffentlichung frühestens ein weiteres Jahr später, woraufhin sich Goethe, der den Text inzwischen erweitert hatte, noch im selben Jahr zur Aufnahme in den Faust I entschloss. Die Szene wurde somit in Goethes dritter Arbeitsphase am Faust (1797–1803) darin eingegliedert.
Nachträglich schrieb er 1826 die Verse 4335–4342, welche die Philosophengruppe zusätzlich verhöhnen.
Goethe spinnt Wranitzkys Oper weiter, die er in Weimar ein Jahr zuvor aufführen ließ. Sie endet mit der Hochzeit Oberons und Titanias, die sich zuvor gestritten (siehe Faust V. 4229) und daraufhin getrennt (V. 4245 f.) hatten, um ihre Zuneigung wiederherzustellen.
Die Figuren Titania, Puck und Oberon wurden aus Shakespeares Sommernachtstraum, Ariel aus Shakespeares „Der Sturm“ entnommen.

## Stellung und Funktion im Stück
Von Goethe ursprünglich als Intermezzo innerhalb der Szene Walpurgisnacht geplant, fügt sich der Walpurgisnachtstraum nicht homogen in die Handlung des Werks ein und wird somit zu einem „Stück im Stück“ oder einem „geistigen Intermezzo“ Goethes. Dennoch lassen sich Bezüge zwischen den Hauptfiguren der Tragödie und denen des Traums aufweisen.
Die Fortführung der Walpurgisnacht war sogar teilweise ausgeführt, so sollten einige Satansszenen folgen, die Goethe jedoch, höchstwahrscheinlich wegen ihrer Anstößigkeit (derbe Verherrlichung der Sexualität), nicht in die Endfassung einbezog.
In der vorherigen Szene Walpurgisnacht merkt Mephistopheles, dass sich Faust von ihm abwendet und die Faszination an seinen Verführungen, die ihn zuvor noch fesselten, zu Gunsten einer Vision Gretchens verliert. Daher versucht Mephisto, Faust durch die magische und phantastische Inszenierung auf dem Hexenberg wieder neu zu begeistern oder zumindest von der Gretchenvision abzulenken. Die Haupthandlung wird im Walpurgisnachtstraum nicht vorangetrieben, vielmehr scheinen die Hauptfiguren Faust und Mephistopheles wie gebannt und regungslos. Währenddessen vollziehen sich jedoch umso dramatischere Entwicklungen bei Gretchen: Sie ertränkt ihr Kind und wird infolgedessen in den Kerker gesperrt.
Die Szene lässt sich somit als retardierendes Moment bezeichnen zwischen Fausts Entgleisungen ins hemmungslos Sexuelle und daraus resultierenden Gewissensbissen (Gretchenvision) und der Katastrophe, Fausts Tiefpunkt. Der spielerisch-komödienhafte Ton des Walpurgisnachttraums lässt die darauf folgende, als einzige in Prosa geschriebene Szene umso drastisch-dramatischer erscheinen.

## Form
Der Walpurgisnachtstraum ist in einfachen vierzeiligen Strophen (Epigramme) verfasst, die nicht flüssig erscheinen. Andererseits sind die Reime pointiert komisch. Dieses Wechselspiel zwischen Dilettantismus und Einfallsreichtum, zwischen unfreiwilliger und freiwilliger Komik wird von Goethe herausgeschrieben und sogar angekündigt (V. 4217 f.).
Auch der Gebrauch von (häufig unreinen) Jamben und Trochäen ist spielerisch wechselnd, jedoch ist der Versfuß der Strophen häufig entweder abwechselnd beginnend mit Trochäen (Strophen 3–5, 7–11, 18, 21, 36, 37, 40–42, 44) oder auch durchgehend jambisch (Strophen 14, 19, 20, 22–24, 27–35). Es wird angenommen, dass sich aus diesen unterschiedlichen Grundmustern Rückschlüsse auf verschiedene Arbeitsphasen Goethes ziehen lassen.

## Interpretation
Der Traum lässt sich als anspielungsreiche Satire auf Faust und Gretchen, die Oberon und Titania entsprechen, lesen (beispielsweise V. 4245 f.). Das Hochzeitsfest wurde jedoch auch als Feier von Goethes und Schillers Freundschaftsbund verstanden. Das Ablenkungsmanöver Mephistopheles’ lässt sich auch als Aufgabe Mephistopheles verstehen, der nun auf fremde Mittel zurückgreift um Fausts Liebe zu unterdrücken.
Goethe rechnet jedoch auch mit einigen Zeitgenossen ab, indem er sie im Walpurgisnachtstraum verspottet. Eine diesbezügliche Gliederung in vier Teile sähe wie folgt aus:
- Erster und zweiter Teil (V. 4223–4330): Verspottung von Literaten
- Dritter Teil (V. 4331–4366): Verspottung von Philosophen
- Vierter Teil (V. 4367–4398): Verspottung von Politikern

Bei folgenden Personenerklärungen ist es jedoch wichtig, den Unterschied zwischen von Goethe selbst erläuterten und von Interpreten zugedachten „Übersetzungen“ zu beachten. Auch ist anzumerken, dass sich verschiedene Kommentatoren teils diametral widersprechen.
- Mit Servibilis (V. 4214 der vorherigen Szene) könnte der Rektor Karl August Böttiger, ein Dilettant des Theaterwesens, mit dem sich Goethe stritt, gemeint sein, oder aber auch nur ein Diener des Theaters (von lat. = servus).
- Der Theatermeister (V. 4223) ist Johann Martin Mieding, ein besonders geschätzter Mitarbeiter Goethes am Theater in seiner Eigenschaft als Bühnenbildner und wohl noch weitaus mehr wegen seiner einfachen, biederen Persönlichkeit. Die wackren Söhne (V. 4224) sind wohl seine Gesellen.
- Der neugierige Reisende (V. 4267, 4319) könnte Friedrich Nicolai sein, der als übereifriger Aufklärer überall den Katholizismus argwöhnte. Selbiger steckt folgerichtig auch hinter dem Proktophantasmist (Geisterseher) aus der vorherigen Szene (siehe Ankündigung in V. 4169!).
- Der Orthodox (V. 4271) könnte Graf Friedrich von Stolberg sein, der bereits in den Xenien vorkam.
- Die Windfahne (V. 4294 ff.) könnte der Journalist Johann Friedrich Reichardt sein, der als doppelzüngig galt.
- Mit Hennings (V. 4307) ist August Adolph von Hennings gemeint, welcher in einem Artikel Der Musaget. Ein Begleiter des Genius der Zeit die Dichtungen Goethes scharf kritisierte. Hier spricht er von den Xenien. Seine Zeitschrift hieß „Genius der Zeit“, weshalb auch Ci-Devant Genius der Zeit (V. 4315) eine Verspottung ist (von franz. = ehemals, bisher).
- Hinter dem Kranich (V. 4323) verbirgt sich der schwärmerische Pfarrer Johann Caspar Lavater, wie Goethe vor Johann Peter Eckermann ausdrücklich darlegte, da dieser den Gang eines Kranichs habe. Goethe warf Lavater Täuschung und Lügnerei vor.
- Im Weltkind (V. 4327) sieht sich Goethe selbst.
- Der Idealist (V. 4347) könnte Johann Gottlieb Fichte sein.
- Der Supernaturalist (V. 4355) könnte Friedrich Heinrich Jacobi sein.
- Politische Satire steckt in dem Wort Sanssouci (V. 4367): Es sind wohl die Sorglosen aus der Zeit der Französischen Revolution, ein Hieb gegen Napoleon, der sich schon als Alleinherrscher aufspielt.
- Die Unbehülflichen (V. 4371) sind die emigrierten französischen Hofadligen, die in Deutschland mit ihrer Selbstständigkeit überfordert sind.
- Die Irrlichter (V. 4375) stammen aus niederen Schichten und tun in höheren heimisch.
- Die Sternschnuppe (V. 4379) ist eine gestürzte politische Größe.
- Mit Die Massiven (V. 4383) sind die revolutionären Massen gemeint, die die zuvor aufgezählten politischen Typen entmachten wollen.